# Karl Korsch
Karl Korsch (14. srpna 1886 – 21. října 1961) byl německý marxistický filozof a teoretik.
K jeho nejznámějším pracím patří kniha Marxismus und Philosophie z roku 1923 (psaná ještě v Německu) a pozdní studie Ten Theses on Marxism Today z roku 1950 (psaná již anglicky v USA). V první knize se pokusil skloubit některé hegeliánské a marxistické koncepce. V pozdějších Deseti tezích zdůraznil, že některé klasické marxistické kategorie jsou překonané a lpění na nich je „reakčním utopismem“. Již Marxismus und Philosophie byla odmítnuta sovětskými oficiálními marxisty, byla například tvrdě kritizována Grigorijem Zinovjevem, o to více poválečné Korschovy práce. Měly však vliv na eurokomunistické hnutí konce 60. a 70. let.
Korsch uváděl do marxismu Bertholda Brechta.